# Койман, Эрик Ян
Эрик Ян Койман (нидерл. Erik Jan Kooiman; род. 28 июня 1986 года, Аммерстол, Нидерланды) — нидерландский конькобежец, призёр чемпионатов мира на дистанции 10 000 м 2015 и 2016 годов.

## Спортивные результаты
| Год  | Чемпионат Нидерландов на отдельных дистанциях | ЧМ отдельные дистанции | Кубок мира          |
| ---- | --------------------------------------------- | ---------------------- | ------------------- |
| 2015 | 9e 5000 м · 10 000 м                          | · 10 000 м             | 27e 5000 / 10 000 м |
| 2016 | 4e 5000 м · 10 000 м                          | · 10 000 м             | 8e 5000 / 10 000 м  |